# Lersjöns kapell
Lersjöns kapell är ett kapell som tillhör Eda församling i Karlstads stift. Kapellet ligger bara omkring två och en halv meter från norska gränsen. På gränsgatan mellan Norge och Sverige står klockstapeln som uppfördes 1970. Eidskogs församling i Norge och Eda församling i Sverige brukar fira gemensamma gudstjänster i kapellet.

## Kapellet
Kapellet är ett ombyggt bostadshus som invigdes till gudstjänstlokal i september 1960. Vid omvandlingen till kapell flyttades byggnaden omkring 30 meter för att komma så nära norska gränsen som möjligt. 1963 överlämnades kapellet till Eda församling. 1983 - 1985 genomfördes en omfattande renovering då kapellet flyttades något för att vila på en bättre grund. Nytt vapenhus i väster och nytt kor i öster byggdes till. Fönstren byttes ut och taket belades med skiffer.

## Inventarier
- Dopfunten av trä är en gåva från Eidskogs församling i Norge. Tillhörande dopskål i silver har inskriptionen "La de små barn komme til meg" (Matteus 19:14, Markus 10:14, Lukas 18:16).
- Altartavlan är en ikontriptyk målad 1992 av Kjellaug Nordsjö i Arvika

### Webbkällor
- Kyrkor i Karlstads stift Del I, Utgiven av Värmlands Museum och Karlstads stift, 2008, ISBN 91-85224-71-5
- byggnadspresentation